# Gloiocephala epiphylla
Gloiocephala epiphylla är en svampart som beskrevs av Massee 1892. Gloiocephala epiphylla ingår i släktet Gloiocephala och familjen Physalacriaceae.   Inga underarter finns listade i Catalogue of Life.